# Dryopoa dives
Dryopoa dives là một loài thực vật có hoa trong họ Hòa thảo. Loài này được (F.Muell.) Vickery mô tả khoa học đầu tiên năm 1963.